# 경상좌수영성지
경상좌수영성지(慶尙左水營城址)는 부산광역시 수영구 망미동과 광안동 일대에 있는 조선시대 경상좌도 수군의 총 지휘자가 머물던 진영(鎭營)이다. 1972년 6월 26일 부산광역시의 기념물 제8호 좌수영성지로 지정되었다가, 2014년 9월 3일 문화재지정 명칭을 문화재의 성격을 명확하게 표기하기 위하여 경상좌수영성지로 변경하였다.

## 현지 안내문
좌수영성은 경상좌도 수군의 총 지휘자가 머물던 진영(鎭營)으로, 원래는 부산포에 있었다가 여러 번 옮겨진 뒤, 효종 3년(1652) 다시 부산포로 옮겨져, 고종 32년(1895) 구 군사제도가 폐지될 때까지 사용되었다.
성을 처음 쌓은 정확한 때는 알 수 없으나, 현재의 것은 숙종 18년(1692) 좌수사 문희성이 다시 쌓은 것이다. 둘레는 약 2,785m, 높이는 4m이며, 우물 4개, 성문 4개, 수구 4개, 성의 방어력을 높이기 위해 성 바깥에 쌓는 옹성과 치성이 있었다.
경상좌도 수군절도사, 종군이 있었으며, 7개의 진이 소속되어 모두 65척의 전투선과 45척의 나룻배가 경상도 동쪽 해안을 방어하는데 힘썼다.
일제시대 때 관리를 소홀히 하여 대부분이 무너졌고, 현재는 성벽과 남문, 홍예문이 남아 있다.

## 참고 자료
- 경상좌수영성지 - 국가유산청 국가유산포털